# Janssen (Exoplanet)
Janssen (55 Cancri e) ist ein Exoplanet, der die Komponente A des Doppelsternsystems Copernicus umkreist. Er ist der innerste Planet seines Planetensystems. Seine für einen Exoplaneten eher geringe Masse und die extreme Nähe zu einem Gestirn nähren Spekulationen, dass es sich um einen massiven terrestrischen Planeten handeln könnte, eine so genannte Supererde. Zum Zeitpunkt der Entdeckung war er der masseärmste bekannte Planet um einen sonnenähnlichen Stern.

## Entdeckung
Janssen wurde mithilfe der Radialgeschwindigkeitsmethode entdeckt. Zum Zeitpunkt der Entdeckung dieses Planeten waren bereits drei weitere Planeten im System von Copernicus A bekannt. Der Planet wurde von Barbara McArthur und Mitarbeitern durch Beobachtungen mit dem Hobby-Eberly-Teleskop am McDonald Observatory in Texas entdeckt und 2004 publiziert. Spätere Beobachtungen bestätigen die Entdeckung.

## Umlauf und Masse
Der Planet ist – nach Beobachtung des Weltraumteleskop Spitzer von 2011 – mit einer Entfernung von 0,015 Astronomischen Einheiten äußerst nahe an seinem Stern, immerhin 26-mal näher als Merkur. Läge die Erde an derselben Position, würde der Boden auf 1760 °C erhitzt werden. Der Planet vollendet alle 18 Stunden einen Umlauf und besitzt die 7,8-fache Erdmasse.

## Physikalische Eigenschaften
Janssen ist mit Rp von etwa 2 Erdradien etwa doppelt so groß wie die Erde. Mit dieser Größe und Masse fällt er in die Kategorie der Supererden. Die Spitzer-Daten legen nahe, dass etwa ein Fünftel der Planetenmasse aus leichten Elementen und Verbindungen – einschließlich Wasser – bestehen muss. Aufgrund der intensiven Hitze und des hohen Drucks, den diese Materialien wahrscheinlich erfahren, nehmen die Forscher an, dass die Verbindungen in einem überkritischen Flüssigkeitszustand existieren. Masse und Radius des Planeten können aber auch durch ein kohlenstoffreiches Inneres erklärt werden, das aus Eisen, Kohlenstoff, Silizium und/oder Silikaten besteht. Der Kohlenstoff könnte dabei aufgrund der Temperatur und des Drucks in Form von Diamant vorliegen. Damit wäre die Zusammensetzung von Janssen völlig anders als die der Erde, die in ihrem Inneren praktisch keinen Kohlenstoff aufweist.
Der Planet weist ungewöhnlich große Temperaturunterschiede zwischen Tag und Nacht auf. Auf der Tagseite des Planeten finden sich Temperaturen bis zu 2400 Grad Celsius, während auf der Nachtseite maximal 1100 Grad erreicht werden.

## Namensherkunft
Wie alle Exoplaneten wurde Janssen ursprünglich mit dem offiziellen Namen des Sterns und einem Kleinbuchstaben, entsprechend der Reihenfolge der Entdeckung, bezeichnet. Nach einem öffentlich ausgeschriebenen Wettbewerb der IAU erhielt er am 15. Dezember 2015 einen offiziellen Namen nach dem niederländischen Optiker Zacharias Janssen.